# Krummbachstein
Der Krummbachstein ist ein 1602 m ü. A. hoher Berg in Niederösterreich. Er gehört zur Rax-Schneeberg-Gruppe und ist die höchste Erhebung des Gahns; er ist nur durch den Krummbachsattel vom Schneeberg getrennt. Vom Krummbachstein eröffnet sich ein schöner Ausblick auf den Schneeberg sowie ins Höllental.
150 Meter östlich des Gipfelkreuzes liegt die 1909 errichtete und nur sehr einfach bewirtschaftete Alpenfreundehütte (1568 m). Der Nebengipfel ca. 500 m östlich des Gipfelkreuzes ist nur unwesentlich niedriger als der Hauptgipfel.
An der Südseite des Krummbachsteins liegt das Naturfreundehaus Knofeleben, von dem der Gipfel in weniger als einer Stunde über den sogenannten Schiblsteig (grüne Markierung) erreichbar ist. Für den letzten Teil des Weges stehen zwei Varianten zur Verfügung, ein Waldweg zur Alpenfreundehütte (unschwierig) und der direkte Gipfelanstieg (Felsen, Schwierigkeitsgrad I−). Der Berg ist über Wanderwege auch vom Alpleck im Osten (gelbe Markierung) und vom Krummbachsattel im Norden erschlossen.